# قاسم معماری
قاسم معماری معماری (۲۲ اسفند ۱۳۱۴ – ۲۹ اردیبهشت ۱۴۰۱) نمایندهٔ حوزهٔ انتخابیهٔ اهر و هریس در دورهٔ ششم مجلس شورای اسلامی بوده‌است. وی پیش‌تر در دورهٔ سوم و دورهٔ دوم نیز عضو این مجلس بود.